# Hemioplisis moxaria
Hemioplisis moxaria là một loài bướm đêm trong họ Geometridae.